# إمي كوباياشي
إمي كوباياشي (باليابانية: 小林恵美؛ بالكانا: こばやし えみ) هي تارينتو وممثلة يابانية، ولدت في 1983 في طوكيو في اليابان.

## وصلات خارجية
- إمي كوباياشي على موقع IMDb (الإنجليزية)
- إمي كوباياشي على موقع ميوزك برينز (الإنجليزية)